# Jiří Haussmann

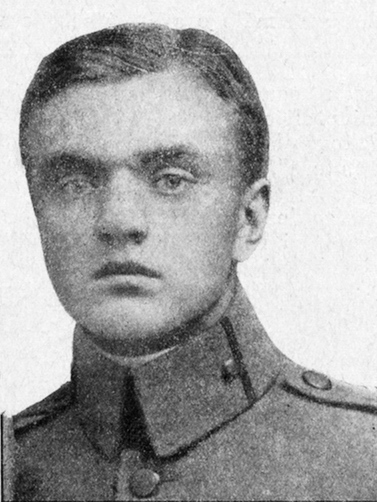
Jiří Haussmann (um 1917)

Jiří Haussmann (* 30. Oktober 1898 in Prag; † 7. Januar 1923 ebenda) war ein tschechischer Dichter.

## Leben
Haussmann war Sohn des Präsidenten des Obersten Gerichts und späteren Justizministers Jiří Haussmann. Er studierte Jura und promovierte 1920 zum Dr. jur.; er erkrankte während des Wehrdienstes im Ersten Weltkrieg an Tuberkulose, von der er sich trotz eines Kuraufenthaltes in Görbersdorf nicht mehr erholte. 
Er verstarb im Alter von 24 Jahren und wurde auf dem Friedhof Olšany begraben.
Haussmann galt als streitbarer politischer Satiriker in der Fortsetzung der Havlíček-Borovský-Tradition. Er verfasste Epigramme gegen die k.u.k. Monarchie und attackierte in seiner satirischen Kurzprosa und in seinem Roman Tugend-Großproduktion (erschienen 1922) die gesellschaftlichen Verhältnisse der bürgerlichen Tschechoslowakischen Republik.

## Werke
- Wilde Geschichten (1922)
- Die Kurzgeschichte Minus 1 (Ü: Ludwig Richter) erschien in der Anthologie "Ein Prager Sherlock Holmes – Tschechischer Humoresken." Berlin, Verlag der Nation, 1990.